# Kimyan Law

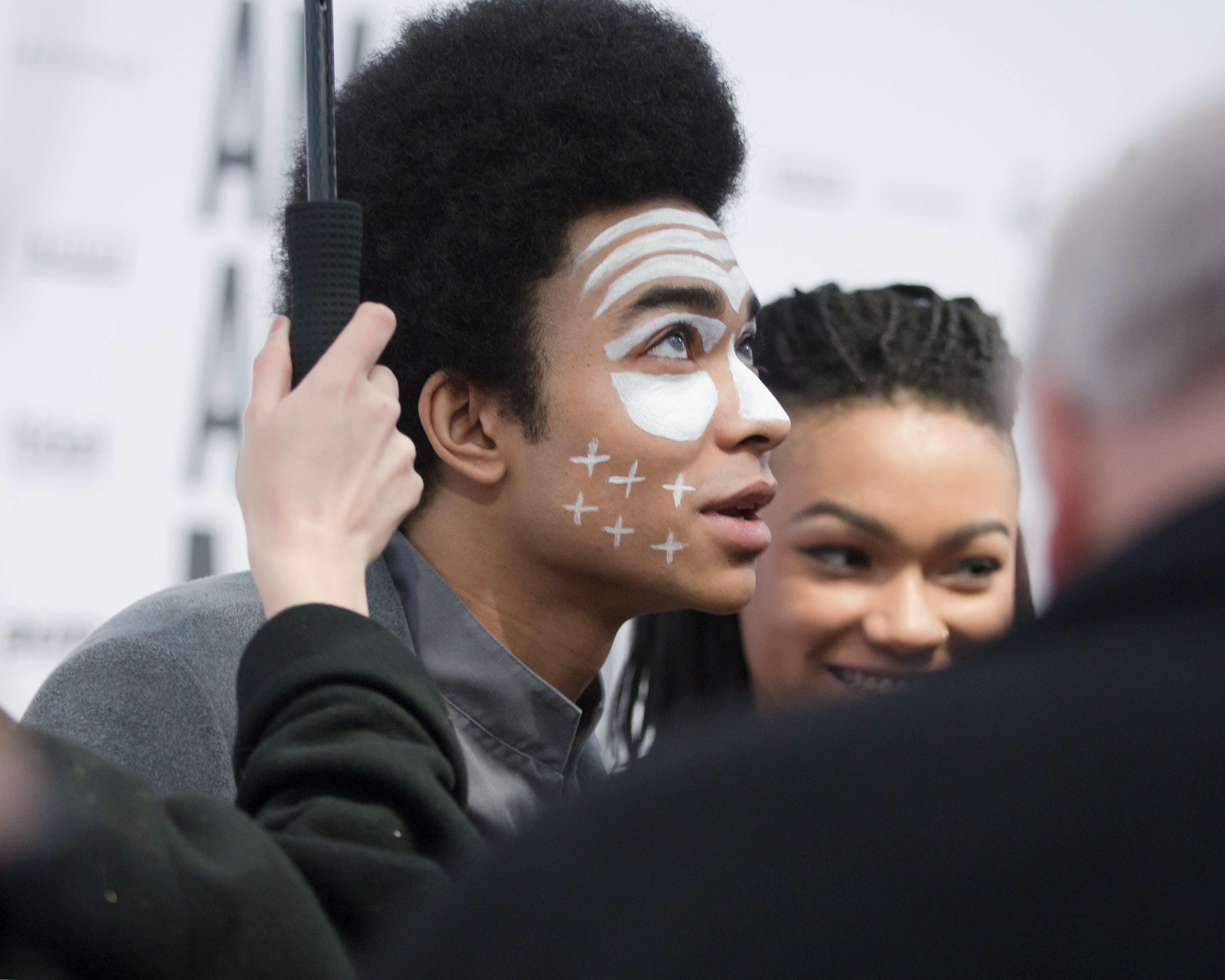
Kimyan Law (2017)

Kimyan Law (* 25. Dezember 1994 in Wien, Österreich; eigentlich Nico Mpunga) ist ein kongolesisch-österreichischer Musiker, Musikproduzent und Komponist im Bereich des Drum ’n’ Bass, Filmmusik und Sounddesign. Für seine Klanggebäude verwendet er vor allem Perkussions-, Schlag- und Zupfinstrumente, sowie perkussive Elemente und eine Vielzahl an Gegenständen und Geräuschen aus dem Alltag. Er orientiert sich dabei an der Harmonik ethnisch Afrikanischer, und klassischer Musik. Kimyan Law arbeitete mit dem Londoner Musiklabel Blu Mar Ten Music der Drum’n’Bass- und Electronica-Produzentengruppe Blu Mar Ten zusammen.
2022 gründete der Musiker sein eigenes Musiklabel PlusPlusPlus Music [ + + + ], auf dem er im gleichen Jahr die Doppel-Vinyl "Emblem Of Peace" veröffentlichte.

## Diskografie
Singles
- Run Ames / Eclairage (2014)
- Daimyo VIP / Lavish / Chai (2015)
- Taproot (2022)
- Mint Ghost (2022)
- Uaminifu (2022)
- Until Then (2022)
- Sol [mit Elyn] (2022)
- Maua [mit Elyn] (2022)
- Cloudwalker (2022)
- Rafiki [mit Degs]  (2023)
- Ethereality (2023)
- Facade [mit SISKA] (2023)
- Tearmaker (2023)
- Protection Prayer (2023)
- Crisp & Crunchy [mit David Raddish] (2023)
- Coltan (2024)
- First Ocean (2024)

Alben / EPs
- Coeur Calme (2014)
- Zawadi (2016)
- Yonda (2019)
- Emblem Of Peace (2022) [4 EPs]
- Xylo (2022) [EP]
- Uaminifu (2022) [EP]
- Mandarijn (2022) [EP]
- Kumo (2022) [EP]
- Overcast (2024) [EP]

## Auszeichnungen

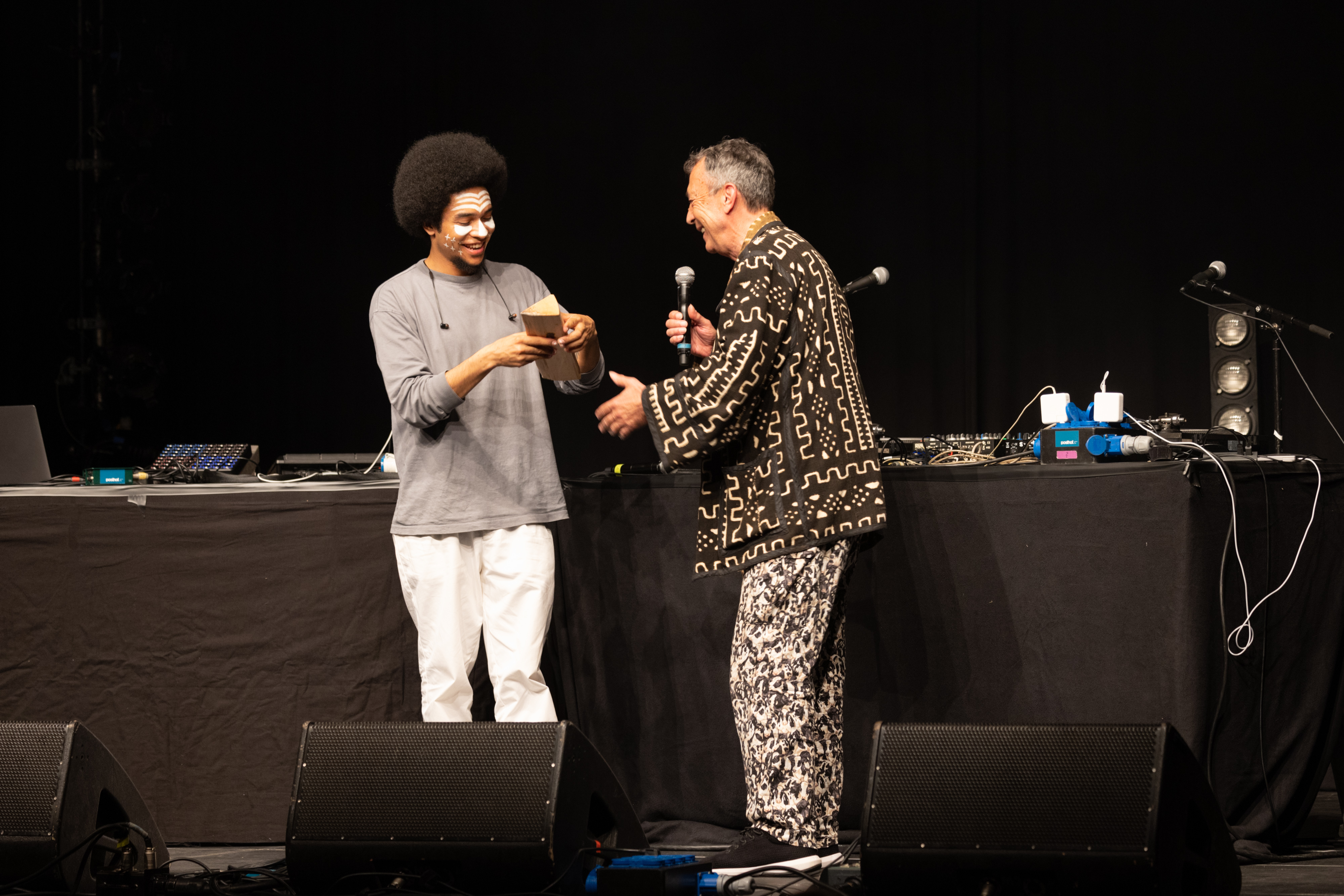
Verleihung des Hubert von Goisern Kulturpreises 2023 an Kimyan Law

- 2023 Hubert von Goisern Kulturpreis[4]